# (9172) Abhramu
(9172) Abhramu (1989 OB) – planetoida z grupy Amora okrążająca Słońce w ciągu 4,46 lat w średniej odległości 2,71 j.a. Odkryta 29 lipca 1989 roku przez Carolyn i Eugene'a Shoemaker.